# Nikolaus Kunz
Johann Nikolaus Kunz (* 4. April 1780 in Eschborn; † 24. Februar 1843 ebenda) war ein deutscher Landwirt, Schultheiß und Abgeordneter.

## Leben
Kunz war der Sohn des Schultheißen Johann Nikolaus der Ältere Kunz (* 10. Mai 1742 in Eschborn; † 3. Februar 1794 ebenda) und dessen Ehefrau Appolonia geborene Adam (* 2. April 1750 in Eschborn; † 28. Juli 1789 ebenda). Er war evangelisch und heiratete am 3. Dezember 1800 in Eschborn Maria Barbara Jäger (* 26. März 1782 in Eschborn; † 4. Januar 1829 ebenda), die Tochter des Bierbrauers Philipp Jacob Jäger und der Gertraute Hill. Der gemeinsame Sohn Peter Kunz (1816–1888) wurde Bürgermeister und Abgeordneter.
Kunz lebte als Landwirt in Eschborn, wo er auch Schultheiß war. Nachdem Georg Herber das Mandat aberkannt worden war, kam es zu einer Neuwahl und Kunz war vom 18. März 1833 bis 1838 Mitglied der Deputiertenkammer des Landtags des Herzogtums Nassau, gewählt aus der Gruppe der Grundbesitzer, Wahlkreis Wiesbaden.